# Matinera pitblanca
La matinera pitblanca (Pellorneum rostratum) és un ocell de la família dels pel·lorneids (Pellorneidae).

## Hàbitat i distribució
Habita vegetació de ribera, pantans i manglars de la Península Malaia, Borneo, Sumatra i les illes Belitung, Riau i Lingga.